# Bruch bei Bühl und Baden-Baden
Das FFH-Gebiet Bruch bei Bühl und Baden-Baden ist ein im Jahr 2005 durch das Regierungspräsidium Karlsruhe nach der Richtlinie 92/43/EWG (Fauna-Flora-Habitat-Richtlinie) angemeldetes Schutzgebiet (Schutzgebietskennung DE-7214-342) im deutschen Bundesland Baden-Württemberg. Mit Verordnung des Regierungspräsidiums Karlsruhe zur Festlegung der Gebiete von gemeinschaftlicher Bedeutung vom 12. Oktober 2018  (in Kraft getreten am 11. Januar 2019) wurde das Schutzgebiet festgelegt.

## Lage
Das rund 2183 Hektar große FFH-Gebiet gehört zu den Naturräumen 210-Offenburger Rheinebene, 212-Ortenau-Bühler Vorberge, 222-Nördliche Oberrhein-Niederung und 223-Hardtebenen innerhalb der naturräumlichen Haupteinheiten 21-Mittleres Oberrheintiefland und 22-Nördliches Oberrheintiefland. Es liegt in der Rheinebene zwischen Ottersweier und Rastatt und erstreckt sich über die Markungen von zehn Städten und Gemeinden:
- Baden-Baden: 305,6813 ha = 14 %
- Ortenaukreis:
- Achern: 21,8343 ha = 1 %
- Landkreis Rastatt:
- Bühl: 611,3626 ha = 28 %
- Bühlertal: 21,8343 ha = 1 %
- Hügelsheim: 109,1719 ha = 5 %
- Lichtenau: 87,3375 ha = 4 %
- Ottersweier: 240,1781 ha = 11 %
- Rastatt: 65,5031 ha = 3 %
- Rheinmünster: 371,1844 ha = 17 %
- Sinzheim: 327,5157 ha = 15 %

## Beschreibung und Schutzzweck
Es handelt sich um eine von Grünland geprägte Kulturlandschaft/Bruchlandschaft innerhalb der Kinzig-Murg-Niederung mit naturnahen Eiche-Hainbuchen-Wäldern und zusammenhängenden Wiesenflächen.

### Lebensraumtypen
Gemäß Anlage 1 der Verordnung des Regierungspräsidiums Karlsruhe zur Festlegung der Gebiete von gemeinschaftlicher Bedeutung (FFH-Verordnung) vom 12. Oktober 2018 kommen folgende Lebensraumtypen nach Anhang I der FFH-Richtlinie im Gebiet vor: 
| EU Code | Lebensraumtyp (offizielle Bezeichnung)                                                                          | Kurzbezeichnung                              | Hektar |
| ------- | --- | -------------------------------------------- | ------ |
| 3260    | Flüsse der planaren bis montanen Stufe mit Vegetation des Ranunculion fluitantis und des Callitricho-Batrachion | Fließgewässer mit flutender Wasservegetation | 11,39  |
| 6410    | Pfeifengraswiesen auf kalkreichem Boden, torfigen und tonig-schluffigen Böden (Molinion caeruleae)              | Pfeifengraswiesen                            | 14,68  |
| 6430    | Feuchte Hochstaudenfluren der planaren und montanen bis alpinen Stufe                                           | Feuchte Hochstaudenfluren                    | 3,26   |
| 6510    | Magere Flachland-Mähwiesen (Alopecurus pratensis, Sanguisorba officinalis)                                      | Magere Flachland-Mähwiesen                   | 156,35 |
| 9160    | Subatlantischer oder mitteleuropäischer Stieleichenwald oder Eichen-Hainbuchenwald (Carpinion betuli)           | Sternmieren-Eichen-Hainbuchenwald            | 8,54   |
| 91E0    | Auenwälder mit Alnus glutinosa und Fraxinus excelsior (Alno-Padion, Alnion incanae, Salicion albae)             | Auenwälder mit Erle, Esche, Weide            | 4,59   |

### Arteninventar
Folgende Arten von gemeinschaftlichem Interesse sind nach der Anlage 1 der Verordnung des Regierungspräsidiums Karlsruhe vom 12. Oktober 2018 (FFH-Verordnung) für das Gebiet gemeldet:
| Bild                                 | EU Code | * | Art                                 | wissenschaftlicher Name | Artengruppe    |
| ------------------------------------ | ------- | - | ----------------------------------- | ----------------------- | -------------- |
| Kleine Flussmuschel                  | 1032    |   | Kleine Flussmuschel                 | Unio crassus            | Weichtiere     |
| Grüne Flussjungfer                   | 1037    |   | Grüne Flussjungfer                  | Ophiogomphus cecilia    | Libellen       |
| Helm-Azurjungfer                     | 1044    |   | Helm-Azurjungfer                    | Coenagrion mercuriale   | Libellen       |
| Heller Wiesenknopf-Ameisen-Bläuling  | 1059    |   | Heller Wiesenknopf-Ameisen-Bläuling | Maculinea teleius       | Schmetterlinge |
| Großer Feuerfalter                   | 1060    |   | Großer Feuerfalter                  | Lycaena dispar          | Schmetterlinge |
| Dunkler Wiesenknopf-Ameisen-Bläuling | 1061    |   | Dunkler Wiesenknopf-Ameisenbläuling | Maculinea nausithous    | Schmetterlinge |
| Hirschkäfer                          | 1083    |   | Hirschkäfer                         | Lucanus cervus          | Käfer          |
| Scharlachkäfer                       | 1086    |   | Scharlachkäfer                      | Cucujus cinnaberinus    | Käfer          |
| Bachneunauge                         | 1096    |   | Bachneunauge                        | Lampetra planeri        | Fische         |
| Bitterling                           | 1134    |   | Bitterling                          | Rhodeus amarus          | Fische         |
| Steinbeißer                          | 1149    |   | Steinbeißer                         | Cobitis taenia          | Fische         |
| Groppe                               | 1163    |   | Groppe                              | Cottus gobio            | Fische         |
| Kammmolch                            | 1166    |   | Kammmolch                           | Triturus cristatus      | Amphibien      |
| Gelbbauchunke                        | 1193    |   | Gelbbauchunke                       | Bombina variegata       | Amphibien      |
| Wimperfledermaus                     | 1321    |   | Wimperfledermaus                    | Myotis emarginatus      | Säugetiere     |
| Bechsteinfledermaus                  | 1323    |   | Bechsteinfledermaus                 | Myotis bechsteinii      | Säugetiere     |
| Großes Mausohr                       | 1324    |   | Großes Mausohr                      | Myotis myotis           | Säugetiere     |
| Grünes Besenmoos                     | 1381    |   | Grünes Besenmoos                    | Dicranum viride         | Moose          |

### Zusammenhängende Schutzgebiete
Das FFH-Gebiet besteht aus zahlreichen Teilgebieten. Innerhalb des FFH-Gebiets liegen die Naturschutzgebiete
- 2040 Korbmatten Baden-Baden
- 2089-Korbmatten-Im Mäthi
- 2123-Waldhägenich